# Polana insulia
Polana insulia är en insektsart som beskrevs av Delong 1984. Polana insulia ingår i släktet Polana och familjen dvärgstritar. Inga underarter finns listade i Catalogue of Life.